# Парк Ральфа Банча
Парк Ра́льфа Ба́нча (англ. Ralph Bunche Park) — парк в боро Манхэттен, расположенный на пересечении 1-й авеню и 42-й улицы напротив Штаб-квартиры ООН.
Парк был разбит в 1948 году в ходе строительства Штаб-квартиры ООН. На севере парка возведена стена, на которой высечена цитата из Книги пророка Исаии:

<…> и перекуют мечи свои на орала, и копья свои — на серпы: не поднимет народ на народ меча, и не будут более учиться воевать.
Оригинальный текст (англ.)They shall beat their swords into plowshares, and their spears into pruning hooks; nation shall not lift up sword against nation, neither shall they learn war any more.

В 1975 году в дополнение к цитате на стене было высечено имя пророка Исаии (англ. Isaiah). Вдоль стены проложена гранитная лестница, которая ведёт к 43-й улице и жилым комплексам квартала Тюдор-сити. В 1979 году парк получил своё нынешнее название. Он был назван в честь первого афроамериканского нобелевского лауреата Ральфа Банча.
В 1980 году перед стеной Исаии по проекту скульптора Дэниела Джонсона возведён 15-метровый обелиск из нержавеющей стали Peace Form One. Он также был посвящён памяти Ральфа Банча. В 1981 году лестница, идущая вдоль стены Исаии, была названа в честь советского диссидента Натана Щаранского, ставшего впоследствии видным израильским политиком. В 1990 году на южной оконечности парка была установлена мемориальная доска в честь активиста движения за гражданские права Байарда Растина.
Благодаря близости к Штаб-квартире ООН и своей тематической направленности в парке часто проходят демонстрации и митинги, посвящённые вопросам сохранения мира.

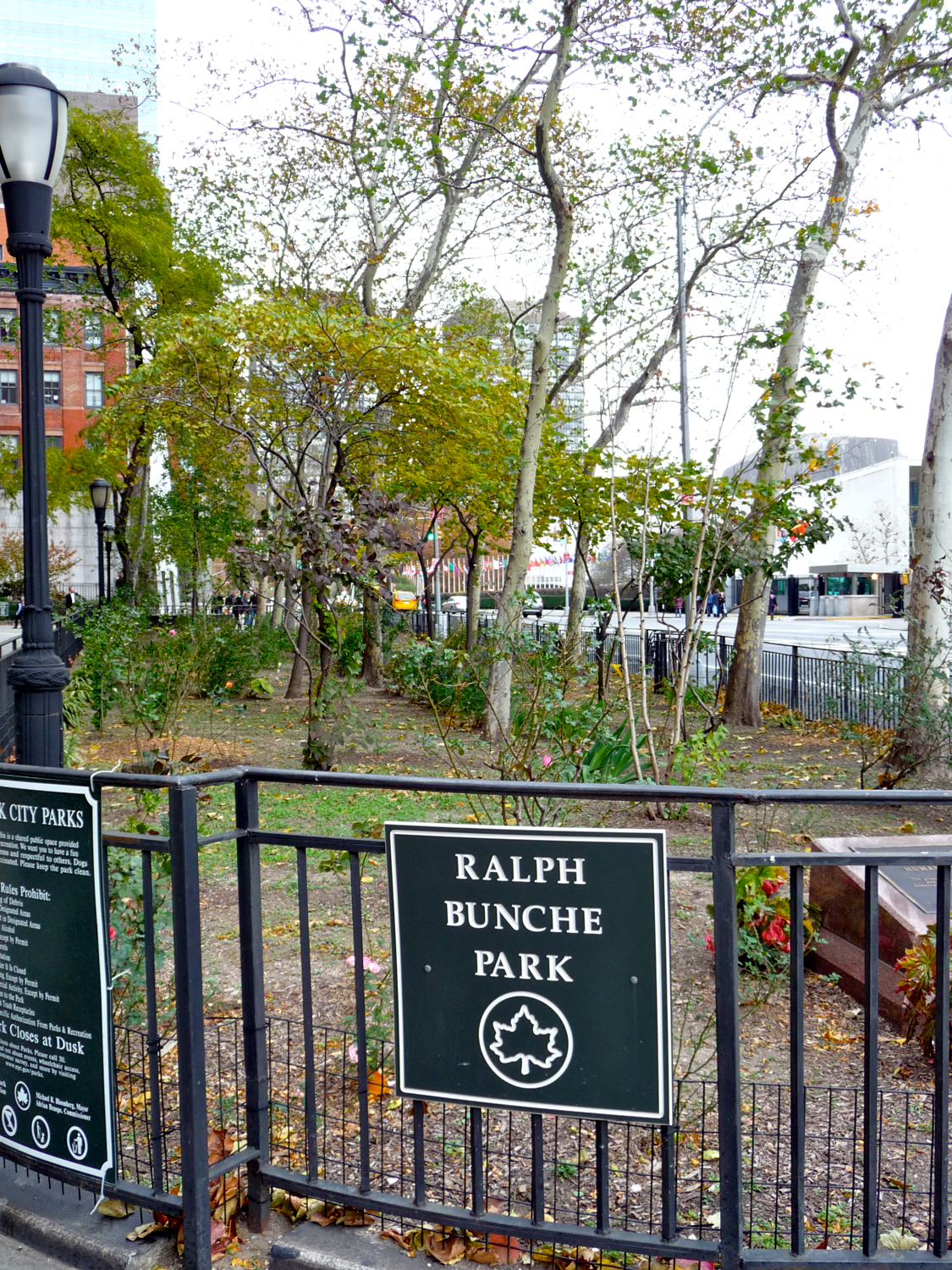
Вид с юга
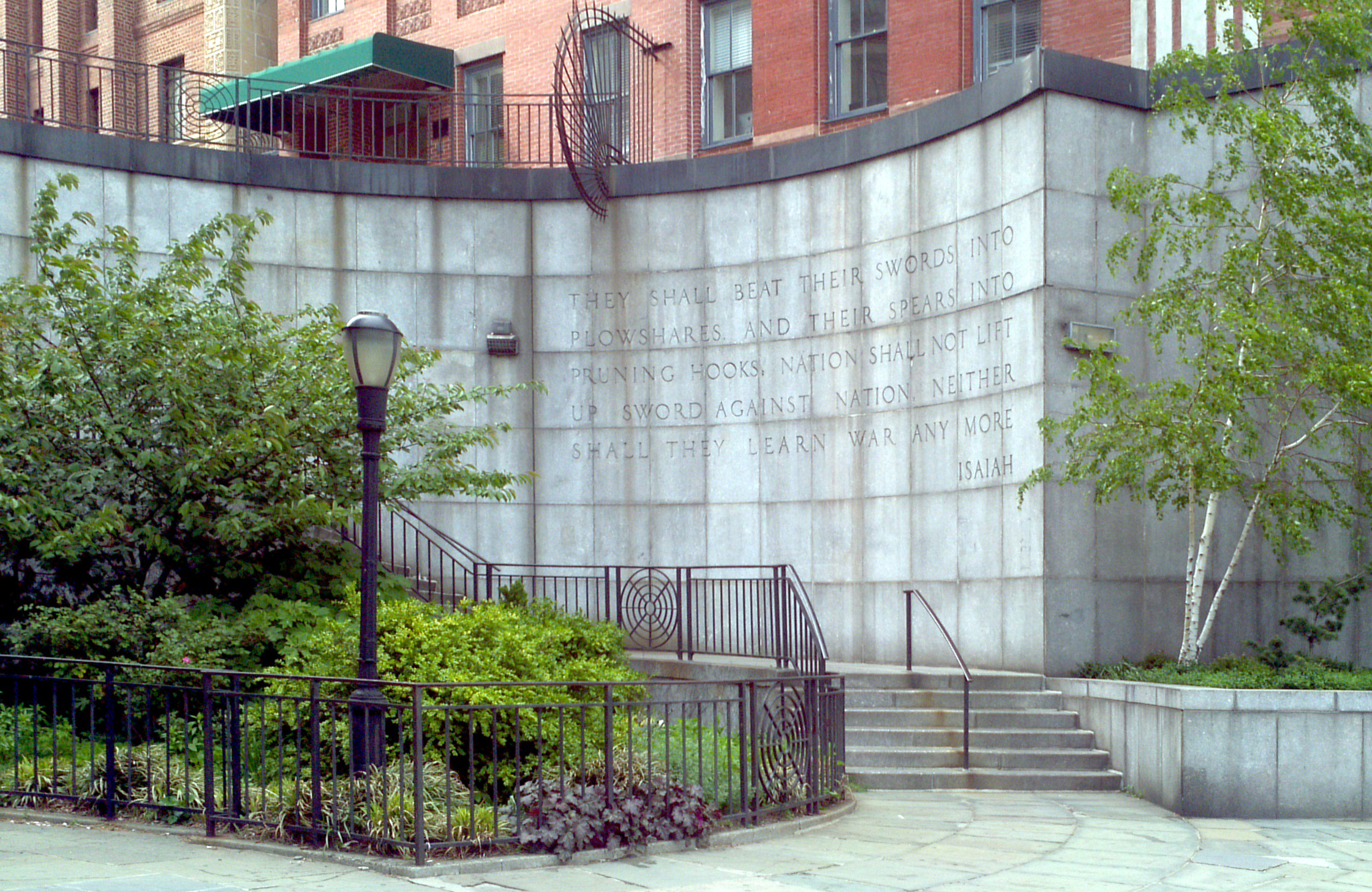
Стена Исаии